# Menahem ben Sarouk
Pour les articles homonymes, voir Menahem.
Menahem ben Jacob ibn (ou ben) Sarouk (hébreu : מנחם בן סרוק) est un lexicographe juif andalou du Xe siècle (920 - 970 EC). 
Sa controverse avec Dounash ben Labrat autour de son Mahberet, un dictionnaire hébraïque, contribuera grandement à l'âge d'or de la culture juive en Espagne.

## Éléments biographiques
Menahem naît à Tortosa en 920, dans une famille de commerçants de classe moyenne. Il semblerait que sa famille ait été versée en linguistique et en poésie hébraïque. Menahem se distingue particulièrement en ces domaines, et est appelé, encore jeune, à entrer au service d'Isaac ben Ezra ibn Shaprut, le chef de la communauté juive de Cordoue. À la mort de son mécène, Menahem compose un éloge funèbre qui sera gravée dans la synagogue qu'Isaac avait fait construire à Cordoue, et des élégies qui sont lues par l'ensemble des communautés juives andalouses au cours de la période de deuil. Menahem retourne ensuite à Tortosa, et s'adonne au commerce.
Il est cependant rappelé à Cordoue par Hasdaï ibn Shaprut, le fils et successeur d'Isaac ben Ezra, qui l'engage à compléter l'œuvre de sa vie, le Mahberet, un dictionnaire d'hébreu et d'araméen bibliques rédigé en hébreu. Hasdaï en fait son secrétaire particulier, et c'est Menahem qui rédige les lettres adressées par Hasdaï au roi des Khazars, insérant son nom et celui de son patron en acrostiches (dans les premières lettres de chaque ligne). Il écrira aussi une complainte pour la mère de Hasdaï à la mort de celle-ci.
Le Mahberet est édité aux alentours de 960 EC. Peu après sa parution, le livre est critiqué par Dounash ben Labrat. La dispute avec ce dernier est fort préjudiciable à Menahem. Accusé par ses ennemis de rejeter les enseignements des Sages au profit du sens littéral, voire d'interprétations karaïtes (courant juif scripturaliste, opposé au judaïsme rabbinique traditionnel), il tombe en disgrâce auprès de Hasdaï, est jeté hors de la maison de son mécène, molesté et voit sa propre maison saccagée. 
Il rédige un plaidoyer à son ancien patron, demeuré sans réponse, et meurt sans doute peu de temps après.

## LeMahberet
Le Mahberet (hébreu מחברת, composition), ainsi que Menahem appelle son dictionnaire, semble avoir été le premier lexique complet du vocabulaire biblique, voire la première concordance biblique rédigée en hébreu (les travaux antérieurs, de Saadia Gaon à David ben Abraham al-Fasi, ont en effet été rédigés en arabe).
Il se base sur la conception (controversé par Hayyuj) que l'hébreu est composé de racines unilitères et bilitères. 
Cependant, étant rédigé en hébreu, le livre de Menahem demeure pour longtemps la source principale du savoir philologique des Juifs établis dans les pays d'Europe chrétienne : Rachi fait plusieurs fois référence au Mahberet de Menahem dans ses commentaires, Rabbenou Tam compose les Hakhra'ot (Décisions), une œuvre dédiée à sa défense contre les objections de Dounash et, vers 1140, le rabbin italien Menahem ben Salomon compose un dictionnaire basé en grande partie sur le Mahberet.
Le livre ne contient que peu de notions grammaticales. Toutefois, bien qu'il ne démontre aucune connaissance systématique des formes du langage, et semble peu familier des travaux de ses prédécesseurs, Saadia inclus, il ne cesse de rappeler au long de son lexique que le langage obéit à des lois inviolables, et que ses formes et phénomènes sont sujets à des règles bien définies. Cette intuition omniprésente, apparaissant dans le choix de ses termes, comble l'apparent écart entre lui et son plus fameux disciple, Juda ben David Ḥayyuj. Menahem ayant composé son lexique en hébreu, il ne peut utiliser la terminologie des grammairiens arabes, mais il adopte tacitement certains de leurs termes, les adaptant à l'hébreu et les expliquant, bien que sans le mentionner, par analogie à des expressions arabes apparentées. Il évite toutefois toute comparaison ouverte entre la langue de la Bible et celle du Coran, nonobstant le précédent fourni par Saadia et Juda ibn Quraysh, qu'il cite pourtant dans son dictionnaire. Cette retenue est sans aucun doute à attribuer aux préjudices religieux dont étaient victimes les Juifs d'Al-Andalus, et les empêchait de prendre part à de telles comparaisons linguistiques.

### Éditions
- Le Mahberet a été édité par Filipowski (Londres, 1854), et des ajouts au manuscrit de Berne du Mahberet ont été publiées par David Kaufmann dans le Zeitschrift der Deutschen Morgenländischen Gesellschaft (xl. 1886, 367-409). Une édition critique a été réalisée par A. Sáenz-Badillos, Menaḥem Ben Saruq, Mahberet (Granada, 1986)[1]
- La défense de Menahem par ses disciples a été éditée par S. G. Stern dans le Liber Responsionum (Vienne, 1870), qui inclut la lettre de Menahem à Ḥasdaï ibn Shaprut (pp. xxiii.-xxxvii.). Une édition critique a été préparée par S. Benavente Robles (Teshubot de los discipulos de Menaḥem contra Dunash ben Labrat, Granada, 1986)[1]